# 田野站 (宮崎縣)
田野站（日语：／ Tano eki */?）是位於宮崎縣宮崎市田野町，九州旅客鐵道（JR九州）的日豐本線車站。事務管號碼為▲940507。
車站是位於前田野町中心車站。曾設設有來往東京至西鹿兒島的急行「高千穗」停站。

## 車站構造
車站是一座地面車站，設有1面1線的單式月台和1面2線的島式月台，共有2面3線的混合式月台。木造車站大樓內有一間糖果店。
車站為無人車站，設有自動售票機。
此站可以使用「SUGOCA」IC卡，以及可以與SUGOCA互相使用的交通系IC卡。車站設有簡易SUGOCA閘機。車站內不可購買SUGOCA和為SUGOCA增值。
此站是SUGOCA的使用範圍（宮崎範圍）。此站以西（都城站方向）不可使用。而日豐本線中，鹿兒島縣國分站以南區間也是SUGOCA使用範圍，但是該區間是鹿兒島範圍，不可在兩範圍之間使用使用SUGOCA。
現時特急「霧島」設有一班早上上行班次停站。

### 月台
| 月台 | 路線      | 上下行 | 方向                                           |
| ---- | --------- | ------ | ---------------------------------------------- |
| 1、2 | ■日豐本線 | 下行   | 都城、西都城、鹿兒島中央、經■吉都線往吉松方向  |
| 1、3 | ■日豐本線 | 上行   | 南宮崎、宮崎、宮崎神宮、佐土原、高鍋、延岡方向 |

## 歷史
- 1916年10月25日：鐵道院宮崎線由青井岳伸延至宮崎，車站啟用[3]。
- 1971年2月1日：終止貨物起卸業務。
- 1978年9月18日：裝設自動信號機。
- 1979年10月1日：隨著南宮崎至鹿兒島之間引入CTC，成為業務委託車站。
- 1987年4月1日：國鐵分割民營化，車站由九州旅客鐵道（JR九州）營運。
- 2012年3月17日：由於改善工程，月台改變[4]。
- 2015年（平成27年）11月14日 - 此站可以使用IC卡「SUGOCA」[5]。
- 2022年4月1日：隨宮崎綜合鐵道事業部改組，並且昇格為宮崎支社（日语：九州旅客鉄道宮崎支社），車站管理權由宮崎支社承繼[6]。

## 使用狀況
2023年度的1日平均乘車人次為510人。
以下為近年1日平均乘車人次。
| 年度   | 1日平均 乘車人次 |
| ------ | ---------------- |
| 1996年 | 909              |
| 1997年 | 878              |
| 1998年 | 861              |
| 1999年 | 844              |
| 2000年 | 820              |
| 2001年 | 801              |
| 2002年 | 763              |
| 2003年 | 734              |
| 2004年 | 721              |
| 2005年 | 719              |
| 2006年 | 693              |
| 2007年 | 661              |
| 2008年 | 667              |
| 2009年 | 651              |
| 2010年 | 633              |
| 2011年 | 655              |
| 2012年 | 658              |
| 2013年 | 652              |
| 2014年 | 612              |
| 2015年 | 624              |
| 2016年 | 600              |
| 2017年 | 566              |
| 2018年 | 520              |
| 2019年 | 493              |
| 2020年 | 445              |
| 2021年 | 440              |
| 2022年 | 486              |
| 2023年 | 510              |

## 相鄰車站
九州旅客鐵道
■日豐本線
■特急「霧島」2號（其他不停靠）
清武 ← 田野 ← 山之口
■普通
日向沓掛－田野－（門石號誌站）－※青井岳 － 山之口
（※）清晨及晚上的普通列車不停靠青井岳站。

## 外部連結
- JR九州田野站 （页面存档备份，存于）